# Comuna de Obrzycko
Obrzycko (polaco: Gmina Obrzycko) é uma gminy (comuna) na Polónia, na voivodia de Grande Polónia e no condado de Szamotulski. A sede do condado é a cidade de Obrzycko.
De acordo com os censos de 2004, a comuna tem 4241 habitantes, com uma densidade 38,3 hab/km².

## Área
Estende-se por uma área de 110,65 km², incluindo:
- área agricola: 47%
- área florestal: 48%

## Demografia
Dados de 30 de Junho 2004:
|                      | Total   | Total | Mulheres | Mulheres | Homens  | Homens |
| -------------------- | ------- | ----- | -------- | -------- | ------- | ------ |
|                      | pessoas | %     | pessoas  | %        | pessoas | %      |
| População            | 4241    | 100   | 2118     | 49,9     | 2123    | 50,1   |
| Densidade (pop./km²) | 38,3    | 100   | 19,1     | 19,1     | 19,2    | 19,2   |

De acordo com dados de 2002, o rendimento médio per capita ascendia a 1325,08 zł.

## Subdivisões
- Dobrogostowo, Gaj Mały, Karolin, Jaryszewo, Brączewo, Daniele, Koźmin, Obrowo, Bugaj, Ordzin, Pęckowo, Piotrowo, Annogóra, Antoniny, Modrak, Nowina, Słopanowo Słopanowo-Huby, Karczemka, Kobylniki, Stobnicko, Zielonagóra, Borownik, Chraplewo e Obrzycko-Zamek.

## Comunas vizinhas
- Lubasz, Oborniki, Ostroróg, Połajewo, Szamotuły, Wronki